# Abida occidentalis
Abida occidentalis es una especie de molusco gasterópodo pulmonado de la familia Chondrinidae.

## Distribución geográfica
Es endémica del norte de los Pirineos (España, Andorra y Francia).